# MediaGX

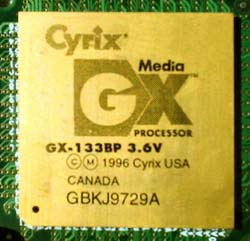
MediaGX

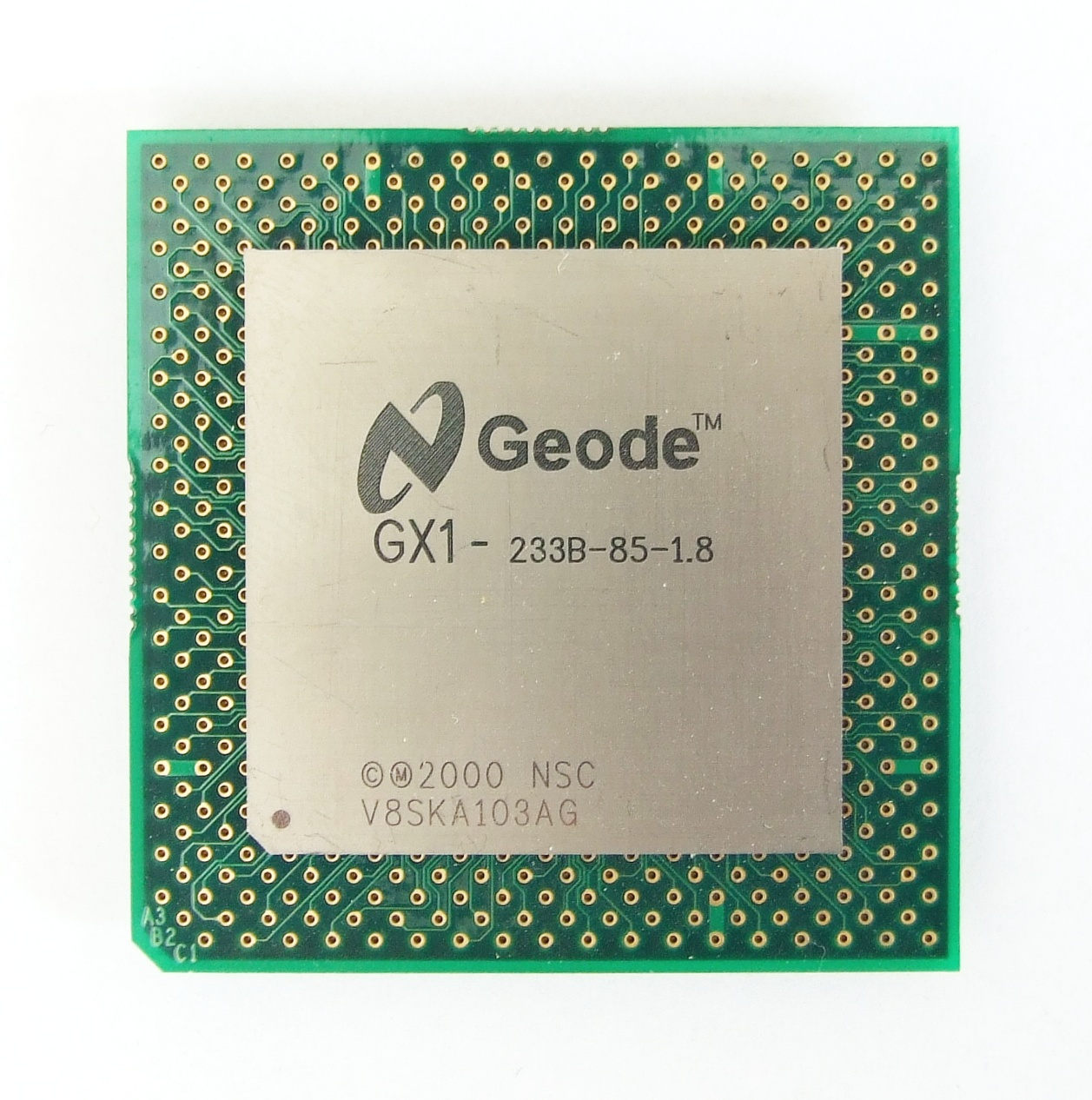
Geode GX1

MediaGX（メディア・ジー・エックス）は、1997年にサイリックスによって開発されたパーソナルコンピュータ (PC) 向けx86互換CPU。サイリックスのCx5x86をベースに、メモリコントローラー XpressRAM やグラフィックスチップ XpressGRAPHICS、オーディオチップ XpressAUDIO を1チップに統合。MediaGXを搭載した場合、部品点数の少なさからコスト面で有利な製品を製造できる。
サイリックスがナショナル セミコンダクターに吸収合併された以降はナショナル セミコンダクターの製品として製造された。同社のパソコン向けCPUの製造事業はVIA Technologiesに売却したが、MediaGXはナショナル セミコンダクターの手元に残され、Geode（ジオード）として改良が続けられた。2003年にはアドバンスト・マイクロ・デバイセズ (AMD) がナショナル セミコンダクターからGeode製造部門を買収し、現在は AMD Geode GX として提供されている。

## 歴史
| 年   | 月 | 日 | |
| ---- | -- | -- | --- |
| 1997 | 2  | 20 | サイリックスがMediaGXの発売を開始。当初120MHz版、133MHz版の2種類であったが、その後150MHz版を追加し6月30日には166MHz版、180MHz版を発売開始。                                              |
| 1997 | 7  | 28 | ナショナル セミコンダクターがサイリックスを吸収し合併する。 |
| 1998 | 1  | 6  | サイリックス、MediaGXをMMXに対応させた MMX-enhanced MediaGX (MediaGXm) の200MHz版を発表。3月18日にはより高速な233MHz版が発表された。                                                     |
| 1999 | 5  | 5  | ナショナル セミコンダクターがCPU製造から撤退することを表明。事業はVIA Technologiesが買収し引き継がれることになった。しかしMediaGXの資産はナショナル セミコンダクターが引き続き保有する。 |
| 1999 | 7  | 15 | ナショナル セミコンダクターがMediaGXをベースに開発した Geode を発表。 |
| 2003 | 8  | 6  | アドバンスト・マイクロ・デバイセズ (AMD) がナショナル セミコンダクターよりGeode製造部門を買収。                                                                                          |

## 採用していた製品
- コンパック プレサリオ 1230
- カシオ計算機製のノートPC カシオペアFIVAシリーズ (MPC-101/102/501)
- Palmax製のノートPC (PD-1000/1000+/1100)